# Distretto di Pukou
Il distretto di Pukou è un distretto dello Jiangsu, in Cina. È sotto l'amministrazione della città di Nanchino.